# Гнатюк, Николай Филиппович
Николай Филиппович Гнатюк (16 января 1933 — 27 февраля 1975) — советский украинский литературовед. Доктор филологических наук (1974).

## Биография
Николай Гнатюк родился 16 января 1933 года в селе Лушков Грубешковского уезда (Замостськое, ныне Люблинское воеводство, Польша).
В 1955 году окончил Киевский педагогический институт, в 1957 году — аспирантуру. С 1958 года работал в Главной редакции Украинской советской энциклопедии по литературой и фольклорной тематике. Был членом КПСС с 1959 года. В 1964 году защитил кандидатскую диссертацию Поэма Т. Г. Шевченко «Гайдамаки». С 1967 года преподаватель Киевского университета. Работал на кафедре теории литературы и литературы народов СССР. В 1974 году защитил докторскую диссертацию «Украинская поэма первой половины XIX века. Проблемы развития жанра».
В 1955 году опубликовал труд «Шевченко и декабристы». Автор предисловия к сборнику «Поэзии» Александра Афанасьева-Чужбинского (Киев, 1972) из серии «Библиотека поэта».
Публиковал книги по истории украинской литературы, славистике, теории литературных жанров. Ряд трудов посвящены вопросам шевченковедения, украинско-русских литературных взаимоотношений. Автор статей по проблемам современного литературного процесса.
Умер 27 февраля 1975 года в Киеве. Похоронен на городском Берковецком кладбище. На могиле установлен памятник: горизонтальная прямоугольная стела из лабрадорита.

## Труды
- «Поема Т. Г. Шевченка „Гайдамаки“» (Київ, 1963);
- «І. С. Тургенєв і українська дожовтнева література» (1968) — соавтор;
- «Літературні роди, види і жанри (підвиди) як змістовні форми» (1968) — соавтор;
- «М. Горький і П. Тичина» (1970);
- «Поема як літературний вид» (Харків, 1972);
- «Українська поема першої половини XIX століття. Проблеми розвитку жанру» (Київ, 1975).
- «Шевченкознавство. Підсумки і проблеми» (Київ, 1975) — соавтор.